# Procedimento administrativo
Um procedimento administrativo, trâmite administrativo ou processo administrativo é a sequência de atividades da Administração, interligadas entre si, que visa a alcançar determinado efeito final previsto em lei Trata-se do modo como a Administração Pública toma suas decisões, seja por iniciativa de um particular, seja por iniciativa própria. 
É o equivalente no Poder Judiciário ao processo judicial. 

## Por país

### Brasil
No Brasil, a norma que trata das diretrizes gerais do procedimento administrativo no âmbito público federal é a Lei n.º 9.784 de 1999, a qual se aplica a todos entes da Administração Pública direta e indireta federais. Além disso, o STJ tem reconhecido a aplicação desta lei federal para entes estaduais e municipais que ainda não aprovaram leis próprias.
O procedimento administrativo, como espécie do gênero processo de direito, é um conjunto de atos administrativos, sucessivos e concatenados, praticados pela Administração Pública com o objetivo de satisfazer determinadas finalidades de interesse público. Suas disposições têm aplicabilidade obrigatória apenas sobre a Administração Pública direta e indireta, incluindo os 3 poderes da união, restando os demais entes da federação como coralário fora de sua abrangência. São órgãos todas as unidades de atuação desprovidas de personalidade jurídica, integrantes de estrutura organizacional da Administração Pública direta e indireta. Quando direta pertencem à estrutura do Estado, caso pertençam a Administração indireta encontra-se dentro das estruturas das autarquias, associações públicas, empresas públicas e sociedade de economia mista. Entidades são todas as unidades personalizadas precisamente por serem pessoas jurídicas, como as autarquias, associações públicas, fundações públicas, empresas públicas, sociedades de economia mista e, evidentemente, o próprio Estado. As entidades são sujeitos de direitos e obrigações diferentemente dos órgãos.
Dentre as modalidades de processo administrativo, estão: de expediente, de outorga, de controle e punitivo.